# (7075) Sadovnichij
(7075) Sadovnichij ist ein Asteroid des Hauptgürtels, der am 24. September 1979 vom russischen Astronomen Nikolai Stepanowitsch Tschernych am Krim-Observatorium in Nautschnyj (IAU-Code 095) entdeckt wurde.
Der Asteroid gehört zur Eunomia-Familie, einer Gruppe von Asteroiden, die nach (15) Eunomia benannt wurde und zu der vermutlich fünf Prozent der Asteroiden des Hauptgürtels gehören.
(7075) Sadovnichij wurde nach dem russischen Mathematiker Wiktor Antonowitsch Sadownitschi (* 1939) benannt, der seit 1992 Rektor der  Lomonossow-Universität in Moskau und Direktor des dortigen Instituts für Mathematische Untersuchung komplexer Systeme ist.